# Mascot (Automobilhersteller)
Mascot war ein französischer Hersteller von Automobilen.

## Unternehmensgeschichte
Das Unternehmen begann 1906 mit der Produktion von Automobilen. Der Markenname lautete Mascot. Im gleichen Jahr endete die Produktion. Es bestand keine Verbindung zur britischen Automarke Mascot.

## Fahrzeuge
Im Angebot standen verschiedene Modelle. Die kleineren Modelle verfügten über einen Zweizylindermotor und die größeren Modelle über einen Vierzylindermotor. Die Motorleistungen waren mit 8 PS bis 24 PS angegeben.